# Дмитр Мирошкинич
Дмитр Мирошкинич (Дмитрий, Дмитр Мирошкиниц; ум. 1207 год, Владимир) — новгородский посадник в 1205—1207 гг.

## Посадничество
Новгородское посадничество было отнято у Михалко Степанича в 1205 г. и передано Дмитру Мирошкиничу. С его приходом укрепляется олигархическая власть одной семьи. В правление Дмитра были осуществлены финансовые мероприятия, результатом которых были обременительные налоги для населения Новгорода обогатившие семью Мирошкиничей. На вече по повелению Бориса Мирошкинича, брата Дмитра, 17 марта 1207 г. был убит Олекса Сбыславич. В том же году Дмитр с новгородцами участвовал в походе князя Всеволода на Рязань, чем и воспользовались противники Мирошкиничей.
После похода в 1207 г. было созвано вече на Дмитра и на его братьев из—за их злоупотреблений властью, после чего было разграблено имение Мирошкиничей и сожжена усадьба. Расправу над Мирошкиничами поддерживал князь Всеволод, после чего передал посадничество Твердиславу. Сам Дмитр не участвовал на вече, так как был ранее ранен под Пронском и умер во Владимире. Похоронен был возле отца, Мирошки Несдинича, в соборе св. Георгия на Новгородчине. Новгородцы хотели сбросить тело Дмитра с моста, но этого делать не позволил архиепископ Митрофан.

## Семья
1. Мирошка Несдинич
  1. Дмитр Мирошкинич
  2. Борис Мирошкинич
2. Внезд Несдинич